# 似尖腹副元寶鯿
似尖腹副元寶鯿（學名：Parachela oxygastroides），為輻鰭魚綱鯉形目鲴科副元寶鯿属的其中一種。分布於亞洲中南半島、馬來半島、婆羅洲、爪哇島等淡水流域，本魚體延長且側扁，腹部突起，口上位，口裂上斜，無觸鬚，眼大，胸鰭長延伸至腹鰭基部，邊緣深色，側線明顯，背鰭軟條9枚，臀鰭軟條26-29枚，體長可達20公分，主要棲息在森林覆蓋的溪流底中層水域，屬肉食性，以浮游生物及昆蟲為食，可做為食用魚及觀賞魚。

## 扩展阅读
維基物種上的相關：似尖腹副元寶鯿